# Iepenkraterkorst
De iepenkraterkorst (Caloplaca ulcerosa) is een korstmos van het geslacht Caloplaca uit de familie Teloschistaceae. De soort werd in 1979 voor het eerst beschreven door de Britse lichenologen Brian John Coppins en Peter Wilfred James.

## Kenmerken
De iepenkraterkorst is een korstvormige soort met een dun grijs thallus met ronde tot langwerpige groene soredieuze plekken en oranje apothecia. De soort groeit op epifytische wijze met name op vrijstaande populieren, abelen en iepen, vooral in de binnenduinrand. De iepenkraterkorst lijkt sterk op het iepenzonnetje, die geen soralen en een wit thallus heeft. Beide soorten hebben dezelfde standplaatsvoorkeur.

## Verspreiding
In Europa is de soort met name waargenomen in Catalonië, het zuiden van Zweden en op de Britse Eilanden. De soort komt ook in Noord-Amerika voor, met name in het gebied ten westen van de Grote Meren.

### Benelux
Sommige korstmossoorten, zoals de iepenkraterkorst, waren voorheen in Nederland algemeen, maar namen af door het verdwijnen van het specifieke biotoop waaraan ze gebonden waren. Sommige van deze soorten komen weer terug wanneer ze een meer geschikt biotoop of een surrogaat weten te vinden. Dit laatste is te zien bij de iepenkraterkorst en het iepenzonnetje. Deze soorten waren voorheen strikt gebonden aan oude iepen. Na de iepziekte verdwenen ze grotendeels, maar ze hebben later een groeiplaats gevonden op oude abelen in de duinen, die voorheen erg schaars waren. Deze ontwikkeling werd voor het eerst rond 2005 waargenomen. In 2016 constateerde men dat dit proces nog steeds gaande was.
Op de Nederlandse Rode Lijst voor korstmossen staat de iepenkraterkorst genoteerd als 'kwetsbaar' en wordt geduid als een soort die zeer zeldzaam in Nederland voorkomt. Ook in België en in Luxemburg is de soort slechts zeer zelden waargenomen.